# اچ‌ام‌ای‌اس توبورک (دی۳۷)
اچ‌ام‌ای‌اس توبورک (دی۳۷) (به انگلیسی: HMAS Tobruk (D37)) یک کشتی بود که طول آن ۳۷۹ فوت (۱۱۶ متر) بود. این کشتی در سال ۱۹۴۷ ساخته شد.